# Africalpe intrusa
Africalpe intrusa là một loài bướm đêm thuộc họ Noctuidae. Nó được tìm thấy ở Ả Rập Xê Út, Oman, Các Tiểu vương quốc Ả Rập Thống nhất, Yemen, một vài nơi ở Israel, miền đông và đông bắc châu Phi (bao gồm Libya và Sudan) và Tây Sahara.
Con trưởng thành bay gần như quanh năm, trừ tháng 12 và tháng 1.